# 隆热沃 (滨海夏朗德省)
隆热沃（法語：Longèves，法語發音：[lɔ̃ʒɛv]）是法国滨海夏朗德省的一个市镇，位于该省北部，属于拉罗谢尔区。

## 地理
隆热沃（46°13'44"N, 0°59'21"W）面积12.63 平方千米，位于法国新阿基坦大区滨海夏朗德省，该省份为法国西部滨海省份，北起旺代省，西临大西洋，南至吉倫特省，东南接多爾多涅省，东北接德塞夫勒省接壤，东临夏朗德省。
与隆热沃接壤的市镇（或旧市镇、城区）包括：昂迪伊、昂格利耶、马朗、尼阿耶多尼斯、圣旺多尼斯、韦里讷。

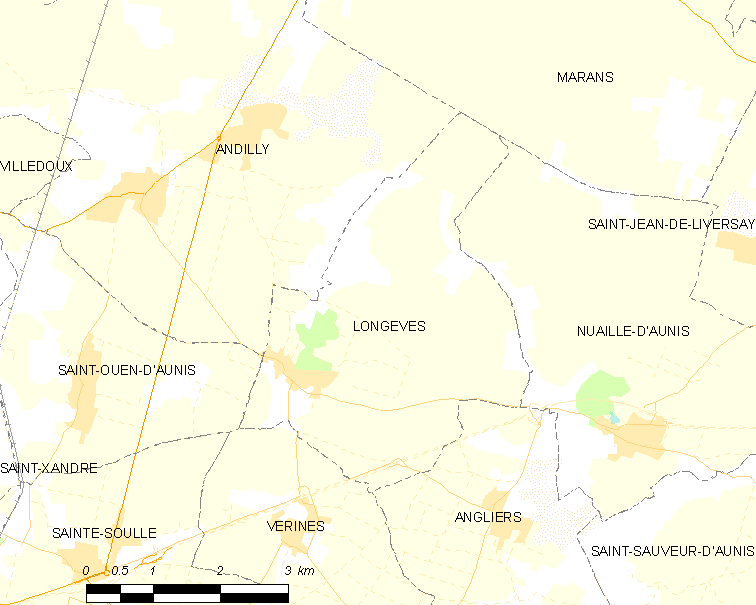
的OSM定位图

隆热沃的时区为UTC+01:00、UTC+02:00（夏令时）。

## 行政
隆热沃的邮政编码为17230，INSEE市镇编码为17208。

## 政治
隆热沃所属的省级选区为马朗县。

## 人口

1962-2008年间人口变化图示

隆热沃于2022年1月1日时的人口数量为1061人。